# Zawijat Razin
Zawijat Razin (arab. زاوية رزين) – miejscowość w Egipcie, w muhafazie Al-Minufijja. W 2006 roku liczyła 19 898 mieszkańców.